# Nouakchott

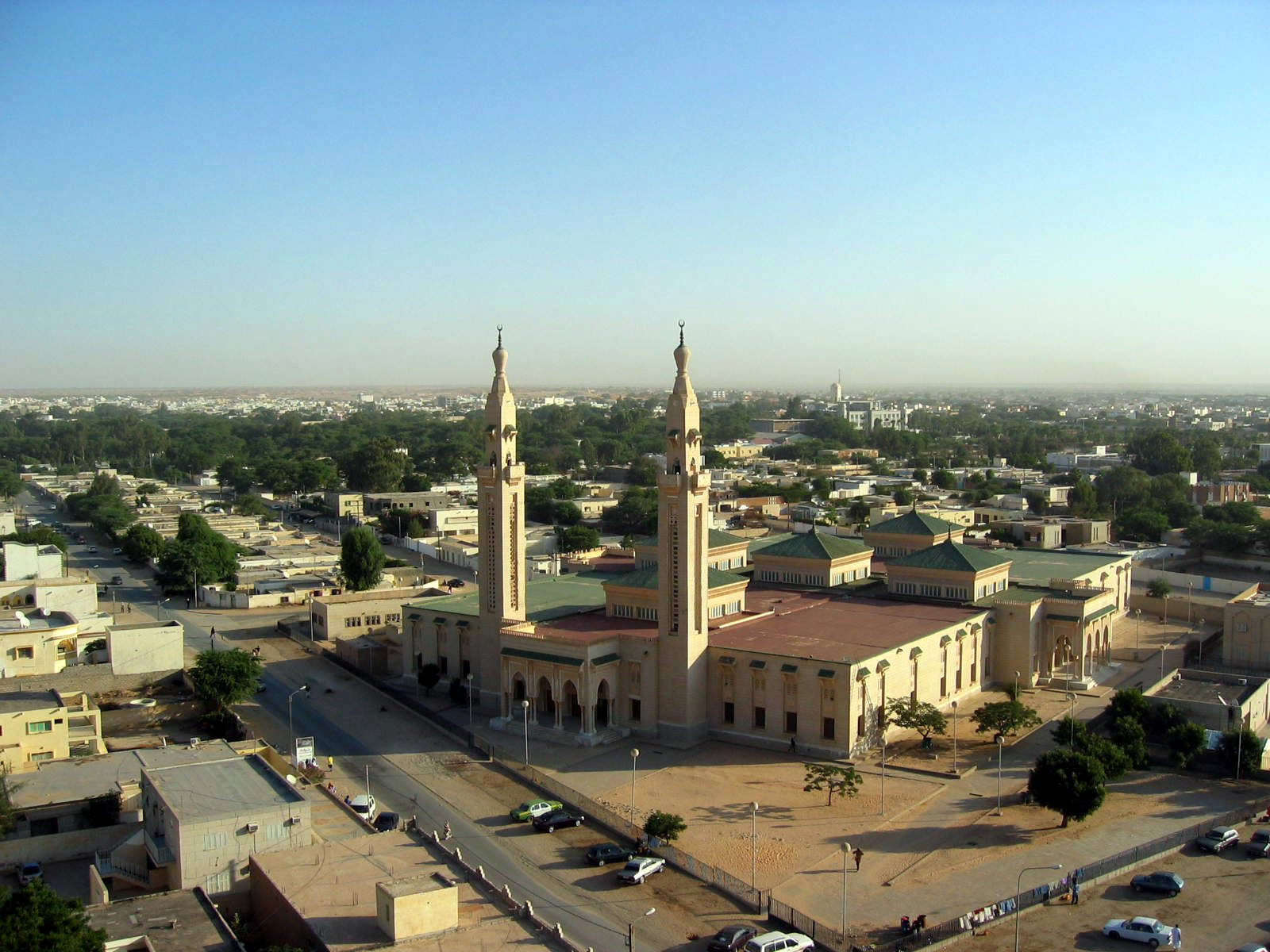
Noakchott központja

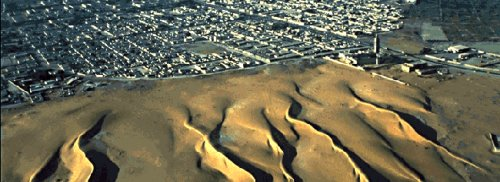
Homokdűnék a főváros körül

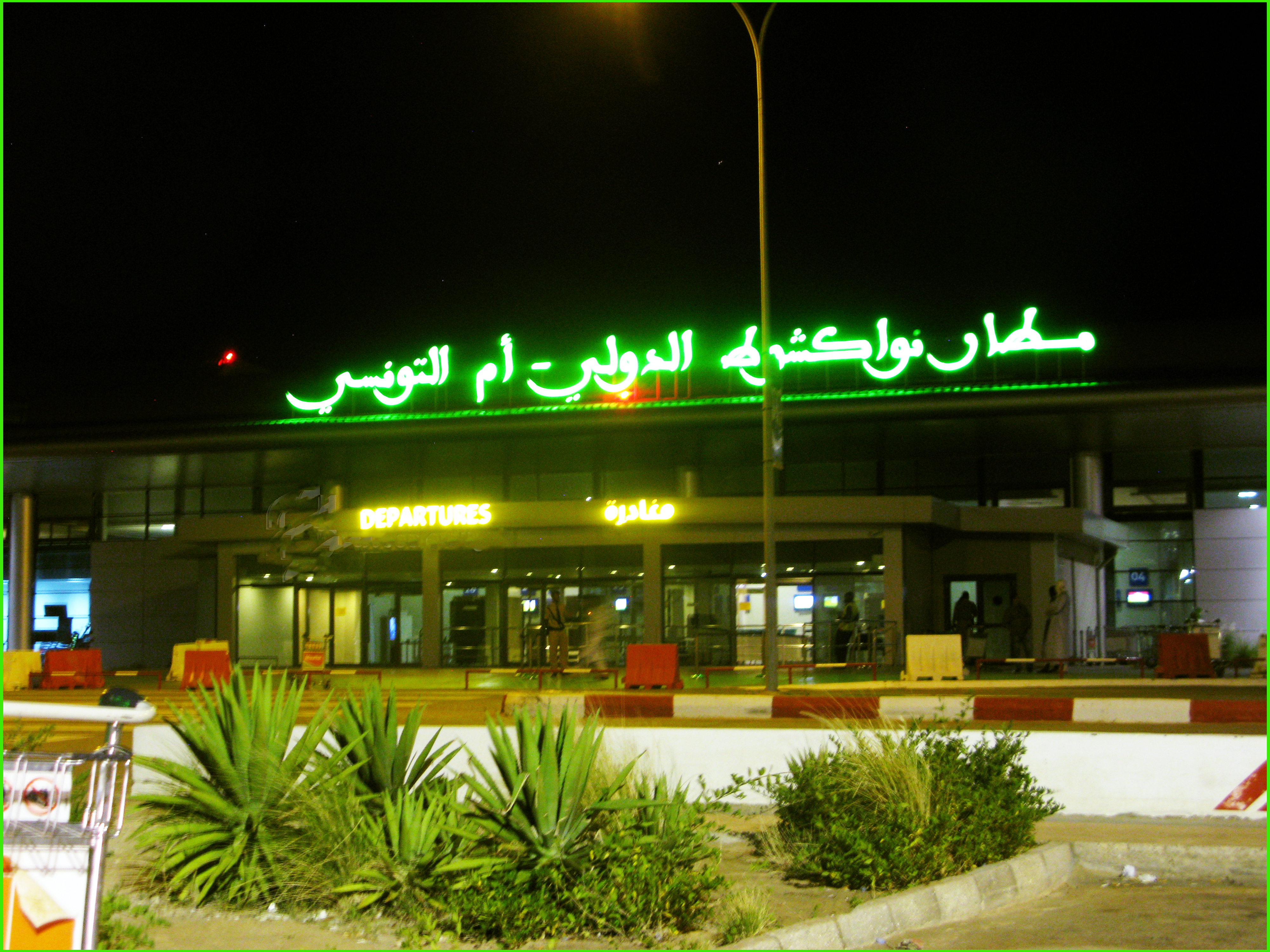
Oumtounsy repülőtér

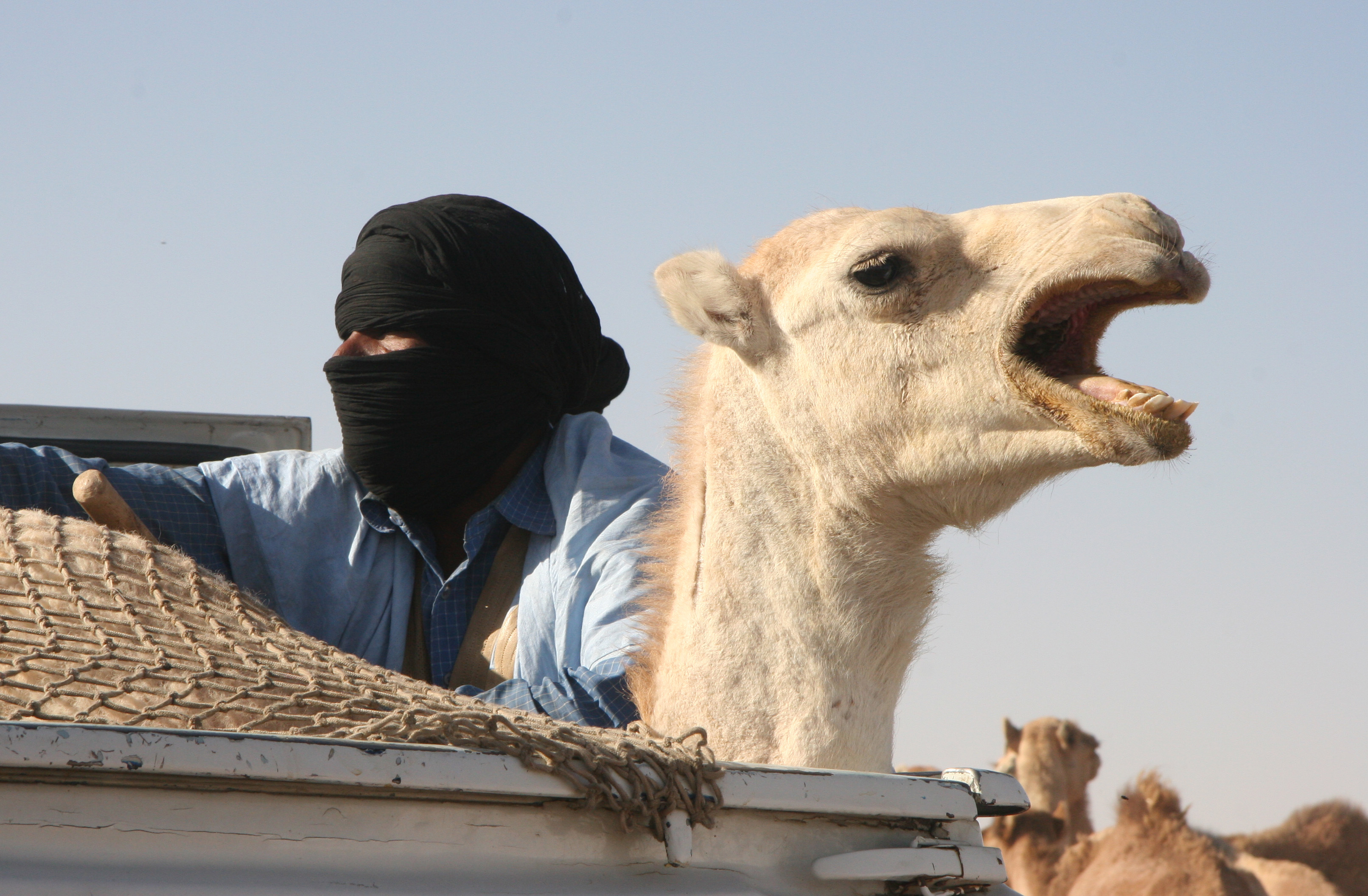
Tevék

Nouakchott (Nuwakshut/Nuáksut, arabul: نواكشوط vagy انواكشوط) Mauritánia fővárosa és egyben legnagyobb városa. Lakossága 1 315 000 fő. A városnak kikötője és nemzetközi repülőtere is van.

## Földrajz
Az Atlanti-óceán partvidékén, agyagos, itt-ott homokdombokkal tarkított síkságon fekszik, Dakartól 400 km-re északra.

### Éghajlat
A forró éghajlatú Nouakchott hőmérsékletét a tőle 3 kilométerre levő óceán nemigen mérsékli, évi középhőmérséklete 26 °C. Az átlagos évi 150 milliméter csapadék nagyon kevés és bizonytalan. A hőség július és október hónapokban a legnagyobb, és az eső is ekkor érkezik záporok formájában, de előfordul, hogy évekig nincs eső.
A téli hónapokban a középhőmérséklet 20-24 °C, a nappalok és az éjszakák között néha 20-30 °C-os eltérések vannak. A várost a Szahara felől jövő homokviharok is gyakran sújtják. Erre utal a nevében szereplő mór nyelvű Nuáksút (Szeles hely) elnevezés is.
| Hónap                                    | Jan. | Feb. | Már. | Ápr. | Máj. | Jún. | Júl. | Aug. | Szep. | Okt. | Nov. | Dec. | Év   |
| ---------------------------------------- | ---- | ---- | ---- | ---- | ---- | ---- | ---- | ---- | ----- | ---- | ---- | ---- | ---- |
| Átlagos max. hőmérséklet (°C)            | 29,1 | 30,6 | 31,6 | 32,6 | 33,4 | 34,6 | 31,3 | 32,4 | 34,9  | 36,4 | 33,1 | 29,1 | 32,4 |
| Átlaghőmérséklet (°C)                    | 21,4 | 22,7 | 23,9 | 25,0 | 26,2 | 28,0 | 27,1 | 28,3 | 29,7  | 29,2 | 25,7 | 22,0 | 25,8 |
| Átlagos min. hőmérséklet (°C)            | 13,7 | 14,8 | 16,3 | 17,5 | 19,1 | 21,4 | 22,9 | 24,2 | 24,5  | 22,1 | 18,3 | 15,0 | 19,2 |
| Átl. csapadékmennyiség (mm)              | 0    | 3    | 0    | 0    | 0    | 3    | 13   | 104  | 23    | 10   | 3    | 0    | 159  |
| Forrás: Climate-Data.org, Weather2Travel |      |      |      |      |      |      |      |      |       |      |      |      |      |

## Történelem
Nouakchott francia alapítású. 1905-ben a Mauritánia belsejébe tartó gyarmatosítók létesítettek itt megerősített helyőrséget.
1958-ig egy kis halászfalu volt, majd 1959-ben a független Mauritánia fővárosa lett.
A függetlenné válás után a főváros gyors fejlődésnek indult. 1983-ban már 155 ezren éltek a fővárosban, mely ezzel elérte növekedésének határát, mivel további fejlődésének, növekedésének gátja a vízhiány.
A város lakosságának négyötöde az arab berber keveredésből származó arab nyelvű mór. Rajtuk kívül szudáni népcsoportok; bambarák, szoninkék, tulbék és franciák élnek itt.
A főváros az ország lakosságának csaknem egytizedét tömöríti magába. Jellegére nézve hivatalnokváros.

## Gazdasága
Fejlődő kikötőforgalma van. A partok előtt elhaladó Kanári-hidegáram kedvez az itteni halászatnak. A főváros néhány üzeme a helyben fogott halzsákmányt dolgozza fel.
Az ország legjelentősebb ásványkincse a vasérc.
A vasérckivitelt szolgáló egyetlen vasútvonala a várostól messze északra halad, a Zouérat közelében bányászott vasércet szállítja Nouádhibou kikötőjébe, nem érinti a fővárost, amely így a meglehetősen rossz állapotú közutakon tud kapcsolatot tartani a belső területekkel.
Repülőtere nemzetközi járatok fogadására is alkalmas, a várostól északi irányban, kb. 30 km-re található. Korábbi repülőtere a város központjában helyezkedik el, de ez használaton kívül van.
Az épületek zöme földszintes, a föléjük magasodó néhány mecset tovább őrzi a város egykori erődítés jellegét.

## Nevezetességek
- Nemzeti múzeum (Musée National)
- Nagymecset (Mosquée Saudique) – a város központjában található
- Péntek mecset (Friday Mosque) – fehér felülete különlegessé teszi
- Parlament
- Halpiac és halászkikötő (Port de Pêche) – a tengerpart közelében. Leglátványosabb délután 4 és 6 között, amikor a halászhajók visszatérnek a kikötőbe.
- Stadion

A mecsetek ima idején turisták számára nem látogathatók.

## Testvértelepülések
- Madrid, Spanyolország (1986)[2]
- Ammán, Jordánia (1999)[3]
- Lancsou, Kína (2000)[4]